# Konklawe 1605 (Leon XI)
Konklawe 14 marca – 1 kwietnia 1605 – konklawe, w wyniku którego następcą Klemensa VIII został Leon XI.

## Śmierć Klemensa VIII
Papież Klemens VIII zmarł 3 marca 1605 w wieku 69 lat. W trakcie swego 13-letniego pontyfikatu doprowadził do pojednania Francji i jej króla Henryka ze Stolicą Apostolską, co ostatecznie przesądziło o pozostaniu Francji przy katolicyzmie. Jednocześnie oznaczało to powrót jej politycznych wpływów w Kolegium Kardynalskim, a w związku z tym możliwość ingerencji w wybór papieży.

## Lista uczestników
W konklawe wzięło udział 61 z 69 kardynałów:
- Tolomeo Gallio (nominacja 12 marca 1565) – kardynał biskup Ostia e Velletri; dziekan Świętego Kolegium Kardynałów; prefekt Świętej Kongregacji ds. Obrzędów i Ceremonii
- Alessandro Ottaviano de’ Medici (12 grudnia 1583) – kardynał biskup Palestriny; subdziekan Świętego Kolegium Kardynałów; prefekt Świętej Kongregacji ds. Biskupów i Zakonników; arcybiskup Florencji
- Domenico Pinelli (18 grudnia 1585) – kardynał biskup Frascati; archiprezbiter bazyliki liberiańskiej
- Girolamo Bernerio OP (17 grudnia 1586) – kardynał biskup Albano; prefekt Świętej Kongregacji Indeksu
- François de Joyeuse (12 grudnia 1583) – kardynał biskup Sabiny; arcybiskup Rouen; protektor Francji
- Agostino Valier (12 grudnia 1583) – kardynał prezbiter S. Marco; protoprezbiter Świętego Kolegium Kardynałów; biskup Werony
- Antonio Maria Galli (17 grudnia 1586) – kardynał prezbiter S. Prassede; biskup Osimo
- Giovanni Evangelista Pallotta (18 grudnia 1587) – kardynał prezbiter S. Lorenzo in Lucina; archiprezbiter bazyliki watykańskiej; prefekt Fabryki św. Piotra
- Antonio Maria Sauli (18 grudnia 1587) – kardynał prezbiter S. Maria in Trastevere
- Mariano Pierbenedetti (20 grudnia 1589) – kardynał prezbiter Ss. Marcellino e Pietro
- Gregorio Petrocchini OESA (20 grudnia 1589) – kardynał prezbiter S. Agostino; kamerling Świętego Kolegium Kardynałów
- Paolo Emilio Sfondrati (19 grudnia 1590) – kardynał prezbiter S. Cecilia; prefekt Trybunału Apostolskiej Sygnatury Łaski
- Benedetto Giustiniani (17 grudnia 1586) – kardynał prezbiter S. Prisca; prefekt Świętej Kongregacji ds. Drukarni Watykańskiej
- Francesco Maria Bourbon del Monte (14 grudnia 1588) – kardynał prezbiter S. Maria in Aracoeli
- Ottavio Paravicini (6 marca 1591) – kardynał prezbiter S. Alessio; protektor Rzeszy Niemieckiej
- Flaminio Piatti (6 marca 1591) – kardynał prezbiter S. Onofrio
- Giovanni Antonio Facchinetti de Nuce (18 grudnia 1591) – kardynał prezbiter Ss. IV Coronati
- Federico Borromeo (18 grudnia 1587) – kardynał prezbiter S. Maria degli Angeli; arcybiskup Mediolanu
- Ottavio Acquaviva d’Aragona (6 marca 1591) – kardynał prezbiter Ss. Giovanni e Paolo
- Pietro Aldobrandini (17 września 1593) – kardynał prezbiter S. Pancrazio; superintendent generalny Stolicy Apostolskiej; sekretarz stanu ds. kontaktów z Francją, Hiszpanią i Sabaudią; prefekt Świętej Konsulty; prefekt Świętej Kongregacji Dobrego Rządu; kamerling Świętego Kościoła Rzymskiego; prefekt Sygnatury ds. Brewe Apostolskich; arcybiskup Rawenny; legat apostolski w Ferrarze; gubernator Fermo i Civita Castellana; komendatariusz opactwa terytorialnego Tre Fontane; protektor Sabaudii
- Francesco Maria Tarugi CO (5 czerwca 1596) – kardynał prezbiter S. Maria sopra Minerva; arcybiskup Sieny
- Ottavio Bandini (5 czerwca 1596) – kardynał prezbiter S. Sabina; arcybiskup Fermo
- Anne de Pérusse Escars de Givry OSB (5 czerwca 1596) – kardynał prezbiter S. Susanna; biskup koadiutor Langres
- Giovanni Francesco Biandrate di San Giorgio (5 czerwca 1596) – kardynał prezbiter S. Clemente; biskup Faenzy; komendatariusz opactwa terytorialnego Caramagna Piemonte; kolegat apostolski w Ferrarze
- Camillo Borghese (5 czerwca 1596) – kardynał prezbiter S. Crisogono; wikariusz generalny diecezji rzymskiej; sekretarz Świętej Kongregacji Rzymskiej i Powszechnej Inkwizycji
- Cesare Baronio Orat. (5 czerwca 1596) – kardynał prezbiter Ss. Nereo ed Achilleo; bibliotekarz Świętego Kościoła Rzymskiego
- Lorenzo Bianchetti (5 czerwca 1596) – kardynał prezbiter S. Lorenzo in Panisperna
- Francisco de Ávila (5 czerwca 1596) – kardynał prezbiter S. Croce in Gerusalemme; protektor Hiszpanii
- Francesco Mantica (5 czerwca 1596) – kardynał prezbiter S. Maria del Popolo
- Pompeo Arrigoni (5 czerwca 1596) – kardynał prezbiter S. Balbina
- Bonifacio Bevilacqua (3 marca 1599) – kardynał prezbiter S. Girolamo degli Schiavoni; biskup Cervia; legat apostolski w Perugii
- Alfonso Visconti (3 marca 1599) – kardynał prezbiter S. Sisto; biskup Spoleto
- Domenico Toschi (3 marca 1599) – kardynał prezbiter S. Onofrio; biskup Tivoli
- Paolo Emilio Zacchia (3 marca 1599) – kardynał prezbiter S. Marcello; prefekt Świętej Kongregacji ds. Soboru Trydenckiego; biskup Montefiascone e Corneto
- Franz von Dietrichstein (3 marca 1599) – kardynał prezbiter S. Silvestro in Capite; biskup Ołomuńca; protektor Austrii
- Robert Bellarmin SJ (3 marca 1599) – kardynał prezbiter S. Maria in Via; arcybiskup Kapui
- François d’Escoubleau de Sourdis (3 marca 1599) – kardynał prezbiter Ss. XII Apostoli; arcybiskup Bordeaux
- Séraphin Olivier-Razali (9 czerwca 1604) – kardynał prezbiter S. Salvatore in Lauro
- Filippo Spinelli (9 czerwca 1604) – kardynał prezbiter S. Bartolomeo all’Isola; arcybiskup Policastro
- Carlo Conti (9 czerwca 1604) – kardynał prezbiter bez tytułu; biskup Ankony
- Carlo Gaudenzio Madruzzo (9 czerwca 1604) – kardynał prezbiter bez tytułu; biskup Trydentu
- Jacques Davy du Perron (9 czerwca 1604) – kardynał prezbiter S. Agnese in Agone; biskup Evreux
- Innocenzo del Bufalo-Cancellieri (9 czerwca 1604) – kardynał prezbiter S. Tommaso in Parione; biskup Camerino
- Giovanni Delfino (9 czerwca 1604) – kardynał prezbiter S. Mateo in Via Merulana; biskup Vicenzy
- Giacomo Sannesio (9 czerwca 1604) – kardynał prezbiter S. Stefano al Monte Celio
- Erminio Valenti (9 czerwca 1604) – kardynał prezbiter S. Maria in Transpontina
- Girolamo Agucchi (9 czerwca 1604) – kardynał prezbiter S. Pietro in Vincoli
- Girolamo Pamphili (9 czerwca 1604) – kardynał prezbiter S. Biagio dell’Anello
- Ferdinando Taverna (9 czerwca 1604) – kardynał prezbiter S. Eusebio; legat apostolski w Marchii Ankońskiej; gubernator Ascoli Piceno
- Anselmo Marzato OFMCap (9 czerwca 1604) – kardynał prezbiter S. Pietro in Montorio
- Francesco Sforza di Santa Fiora (12 grudnia 1583) – kardynał diakon S. Maria in Via Lata; protodiakon Świętego Kolegium Kardynałów;
- Alessandro Peretti de Montalto (13 maja 1585) – kardynał diakon S. Lorenzo in Damaso; wicekanclerz Świętego Kościoła Rzymskiego; legat apostolski w Bolonii; protektor Polski; komendatariusz opactwa terytorialnego Farfa
- Odoardo Farnese (6 marca 1591) – kardynał diakon S. Eustachio; legat apostolski w Viterbo; gubernator Vetralla
- Cinzio Passeri Aldobrandini (17 września 1593) – kardynał diakon S. Giorgio in Velabro; superintendent generalny Stolicy Apostolskiej; sekretarz stanu Stolicy Apostolskiej ds. kontaktów z Niemcami, Polską i Italią; prefekt Trybunału Apostolskiej Sygnatury Sprawiedliwości; legat apostolski w Awinionie; gubernator Spoleto i Capranica
- Bartolomeo Cesi (5 czerwca 1596) – kardynał diakon S. Maria in Portico; gubernator Tivoli
- Andrea Baroni Peretti (5 czerwca 1596) – kardynał diakon S. Angela in Pescheria
- Alessandro d’Este (3 marca 1599) – kardynał diakon S. Maria Nuova
- Giovanni Battista Deti (3 marca 1599) – kardynał diakon S. Maria in Cosmedin
- Silvestro Aldobrandini, O.S.Io.Hieros. (17 września 1603) – kardynał diakon S. Cesareo in Palatio; gubernator San Severino; wielki przeor zakonu joannitów w Rzymie
- Giovanni Doria (9 czerwca 1604) – kardynał diakon bez tytułu
- Carlo Emmanuele Pio (9 czerwca 1604) – kardynał diakon S. Nicola in Carcere Tulliano

Wśród elektorów było pięćdziesięciu pięciu Włochów (w tym jeden, Serafin-Razali, był poddanym Francji), czterech Francuzów, Hiszpan i Niemiec. Aż trzydziestu dziewięciu było nominatami Klemensa VIII (1592–1605); pięciu mianował Grzegorz XIV (1590–1591), jedenastu – Sykstus V (1585–1590), czterech Grzegorz XIII (1572–1585), a po jednym Innocenty IX (1591) i Pius IV (1560–1565).

### Nieobecni
Ośmiu kardynałów (dwóch Włochów, dwóch Francuzów, trzech Hiszpanów i Polak) nie przybyło do Rzymu:
- Ascanio Colonna (17 grudnia 1586) – kardynał prezbiter S. Pudenziana; archiprezbiter bazyliki laterańskiej; komendatariusz opactwa terytorialnego Subiaco
- Pierre de Gondi (18 grudnia 1587) – kardynał prezbiter SS. Trinita al Monte Pincio
- Fernando Niño de Guevara (5 czerwca 1596) – kardynał prezbiter Ss. Silvestro e Martino ai Monti; arcybiskup Sewilli
- Bernardo de Rojas y Sandoval (3 marca 1599) – kardynał prezbiter S. Anastasia; arcybiskup Toledo i prymas Hiszpanii
- Domenico Ginnasi (9 czerwca 1604) – kardynał prezbiter bez tytułu; arcybiskup Manfredonii; nuncjusz apostolski w Hiszpanii
- Antonio Zapata y Cisneros (9 czerwca 1604) – kardynał prezbiter bez tytułu
- Bernard Maciejowski (9 czerwca 1604) – kardynał prezbiter S. Giovanni a Porta Latina; biskup Krakowa
- Charles III de Lorraine-Vaudémont (20 grudnia 1589) – kardynał diakon S. Agata in Suburra; biskup Metz i Strasburga

Trzech mianował Sykstus V, pięciu Klemens VIII.

## Frakcje wśród kardynałów
Kolegium Kardynałów dzieliło się na kilka frakcji:
- partia „klementyńska” – na jej czele stał kardynał Pietro Aldobrandini, grupowała większość z nominatów jego wuja Klemensa VIII; oprócz niego należeli do niej: Cinzio Aldobrandini, Silvestro Aldobrandini, Bandini, Biandrate di San Giorgio, Borghese, Bianchetti, Mantica, Arrigoni, Bevilacqua, Visconti, Tosco, Zacchia, Spinelli, Conti, del Bufalo-Cancellieri, Delfino, Sannesio, Valenti, Agucchi, Pamphili, Taverna, Marzato, Cesi, Deti i Pio di Savoia;
- partia „sykstyńska” – przewodził jej Alessandro Peretti de Montalto, kardynał nepot papieża Sykstusa V. Grupowała dziewięciu kardynałów mianowanych przez Sykstusa V (Pinelli, Bernerio, Giustiniani, Pallotta, Sauli, Pierbenedetti, Petrocchini i Galli) oraz kardynała Andrea Baroniego Peretti (krewnego Alessandro Perettiego) spośród nominatów Klemensa VIII;
- „sfondratyści” – pięcioosobowa partia grupująca nominatów Grzegorza XIV (Sfondrati, Farnese, Aquaviva, Piatti i Paravacini) pod nominalnym przywództwem jego bratanka kardynała Paolo Sfondratiego; reprezentowała stanowisko skrajnie prohiszpańskie, toteż część współczesnych relacji nie traktuje jej jako oddzielnej frakcji, lecz zalicza do stronnictwa hiszpańskiego;
- stronnictwo francuskie – należało do niego pięciu kardynałów z Francji (de Joyeuse, Givry, Sourdis, Olivier-Razali i Du Perron) oraz kardynałowie Medici z Florencji oraz del Monte i Valier z Wenecji; ich liderem był protektor Francji de Joyeuse;
- stronnictwo hiszpańskie – należeli do niego: Avila (lider), Sforza, Dietrichstein, Gallio, Madruzzo, Doria, Facchinetti i d’Este; w jego skład często wliczano też partię kardynała Sfondratiego, co razem z nią dawało jej trzynastu członków;
- ponadto wyróżniano grupę czterech kardynałów, należących do nowych ruchów reformatorskich, którzy nie należeli do żadnej frakcji i o których powiadano, że są posłuszni wyłącznie własnemu sumieniu. Tworzyli ją jezuita Robert Bellarmin, oratorianie Tarugi i Baronio oraz arcybiskup Mediolanu Federico Borromeo, kuzyn św. Karola Boromeusza.

Na konklawe frakcje te utworzyły dwa bloki pod wodzą kardynałów Aldobrandiniego i Montalto. Wicekanclerz przystąpił do bloku ze Sfondratim i Hiszpanią, wobec czego Pietro Aldobrandini, choć początkowo też szukał porozumienia z Hiszpanią, sprzymierzył się z Francuzami.

## Kandydaci do tiary
Za papabile uważano aż 21 kardynałów: Gallio, Mediciego, Valiera, Bernerio, Sauliego, Pallottę, Pierbenedettiego, Montelparo, Piattiego, Tarugiego, Biandrate, Baronio, Bianchettiego, Manticę, Arrigoniego, Tosco, Zacchię, Oliviera, Ginnasiego, Pamphiliego oraz Pinelliego. Hiszpanie najchętniej widzieliby na tronie papieskim 79-letniego Tolomeo Gallio, ewentualnie kardynała Sauliego lub Piattiego, natomiast za nie do przyjęcia uważali kandydatury kardynałów Mediciego, Valiera, Arrigoniego, Baronio i Bellarmina. Pietro Aldobrandini, wychodząc naprzeciw Hiszpanom, początkowo był skłonny poprzeć Gallio, jednak wobec fiaska porozumienia z Hiszpanami porzucił tę kandydaturę, gdyż Francuzi byli jej przeciwni. Faworytami króla Francji Henryka IV byli kardynałowie Medici i Baronio, natomiast zdecydowanie odrzucał on kardynałów Gallio, Montelparo, Bianchettiego i Bernerio, niechętnie odnosił się także do ewentualnych kandydatur Biandrate lub Zacchii. Pietro Aldobrandini natomiast najchętniej widziałby na tronie papieskim właśnie kardynała Zacchiaę, ewentualnie Tosco lub Biandrate. Mimo tych rozbieżności, w wyniku potajemnych negocjacji przed konklawe Aldorbandini i Francuzi doszli do porozumienia. Francuzi cofnęli swój sprzeciw wobec Biandrate i Zacchii, natomiast w zamian Aldobrandini cofnął swe poparcie dla Tolomeo Gallio, a nadto zobowiązał się poprzeć kandydaturę Alessandro Mediciego, gdyby została ona wysunięta. Oficjalnie jednak wspólnym kandydatem Francji i Aldobrandiniego został Baronio.

## Przebieg konklawe
Konklawe rozpoczęło się 14 marca z udziałem 60 kardynałów (Dietrichstein dotarł dopiero pięć dni później). Początkowo Aldobrandini i Francuzi promowali kandydaturę Cesare Baronio. 24 marca otrzymał on 23 głosy, 25 marca – 27, 27 marca – 31, a 30 marca – 32 głosy, stale jednak brakowało mu do wymaganych 2/3, gdyż jego kandydaturze bardzo gwałtownie sprzeciwiali się kardynałowie z hiszpańskiej partii. Przyczyną tego sprzeciwu było to, że swym dziele historycznym Annales Ecclesiastici Baronio zdemaskował jako fałszerstwa rzekome przywileje papieża Urbana II, dające władcom monarchii sycylijskiej szczególne uprawnienia względem Kościoła. Część obserwatorów zauważała jednak, że deklarowane poparcie Aldobrandiniego dla Baronio jest nieszczere, gdyż jego rzeczywistym kandydatem jest Zacchia, a w dalszej kolejności Ginnasi, Tosco lub Biandrate. Wydaje się bowiem, że wybór Baronio był osiągalny, gdyż był on powszechnie szanowanym człowiekiem. Głosowało na niego nawet kilku „sykstyńczyków”, a i we frakcji hiszpańskiej miał zwolenników (m.in. Dietrichstein), którzy powstrzymywali się od poparcia go wyłącznie ze względu na swe zobowiązania wobec Madrytu. Aldobrandini nie podjął realnych działań, by przeciągnąć ich na stronę Baronio.
Pod koniec marca zwolennicy Baronio uznali, że opozycja wobec niego jest zbyt silna, wobec czego zaczęli się rozglądać za innym kandydatem. Joyeuse, lider Francuzów, wysunął wówczas kandydaturę florenckiego kardynała Alessandro de Medici, spokrewnionego z francuską królową Marią de Medici i z tej racji faworyzowanego przez króla. Francuzi zdołali przekonać do tej kandydatury kardynała Montalto, powodując wyłamanie się jego frakcji z bloku hiszpańskiego. Również partia Sfondratiego poparła Medyceusza. W porannym głosowaniu 1 kwietnia Baronio dostał jeszcze 28 głosów, ale Medici z 13 uplasował się na drugim miejscu. Aldobrandini, pomimo swych zobowiązań wobec Francuzów, wciąż się wahał, gdyż nadal liczył na przeforsowanie któregoś ze swoich faworytów. Ostatecznie jednak przekonali go kardynałowie z jego własnej frakcji.
Intensywna agitacja na rzecz Medyceusza w ciągu dnia 1 kwietnia uszła uwadze kardynała Avili, lidera partii hiszpańskiej, który nie podjął w porę żadnych działań. W rezultacie za Medyceuszem opowiedziało się także wielu członków jego partii (m.in. Dietrichstein). Gdy Avila zorientował się wreszcie, co się dzieje, wybór Medyceusza był już przesądzony.

## Wybór Leona XI
Późnym wieczorem 1 kwietnia 1605 kardynałowie zgromadzili się Capella Paolina i, pomimo protestów kardynała Avila, przez aklamację wybrali na papieża prawie 70-letniego kardynała biskupa Palestriny Alessandro Ottaviano de Medici. Zarządzone później pisemne głosowanie było już czystą formalnością: Medici otrzymał głosy wszystkich kardynałów (także Avili) oprócz własnego. Elekt zaakceptował wybór i przyjął imię Leona XI, dla upamiętnienia Leona X, pierwszego papieża z rodu Medyceuszy. Następnego dnia protodiakon Francesco Sforza di Santa Fiora ogłosił publicznie wynik konklawe. Uroczystości koronacyjne odbyły się 10 kwietnia 1605.

## Uzupełniające źródła internetowe
- http://cardinals.fiu.edu/conclave-xvii.htm#1605
- Leo XI.. vaticanhistory.de. [zarchiwizowane z tego adresu (2011-09-27)].
- http://www.pickle-publishing.com/papers/triple-crown-leo-xi.htm
- http://www.newadvent.org/cathen/09166a.htm